# Zlaté Klasy
Zlaté Klasy (ungarisch Nagymagyar) ist eine große Gemeinde im Okres Dunajská Streda innerhalb des Trnavský kraj in der Südwestslowakei mit 3542 Einwohnern (Stand 31. Dezember 2024).

## Allgemeines

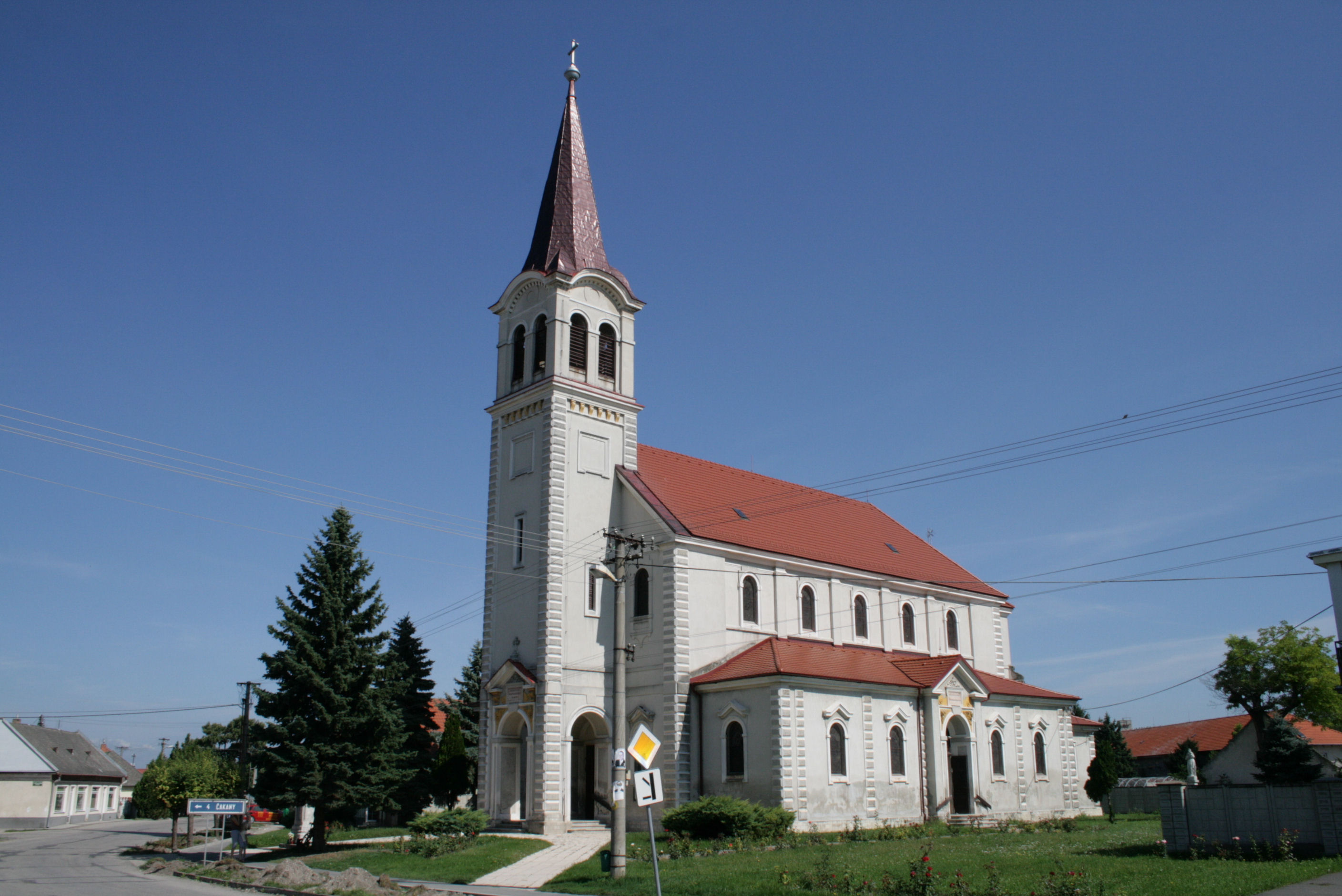
Kirche im Ortsteil Rastice

Sie liegt im Donautiefland an der Großen Schüttinsel am rechten Ufer der Kleinen Donau. Sie ist 13 km von Senec, 26 km von Bratislava und 27 km von Dunajská Streda entfernt.
Die Gemeinde entstand 1956 durch Zusammenschluss von Rastice (bis 1948 slowakisch „Veľký Mager“; deutsch Groß-Magendorf, ungarisch Nagymagyar), Čenkovce (bis 1948 slowakisch „Csenke“; ungarisch Csenke) und Maslovce (bis 1948 slowakisch „Vajasvata“; ungarisch Vajasvatta). Čenkovce, das zwischen dem Hauptort Rastice und Ortsteil Maslovce liegt, ist seit 1993 wieder selbständig. Der Name Zlaté Klasy bedeutet „Goldene Ähren“.
Der Ortsteil Rastice wurde zum ersten Mal 1237 als Castrenes de Mager erwähnt. Der Ursprung des Namens liegt in der Bezeichnung einer der altungarischen Stämme. Der Ort gehörte zum Herrschaftsgut der Burg Pressburg, dann seit der Hälfte des 14. Jh. den Familien Olgyai, Dankházy, Csorba, Illesházy, bis 1553 der Pressburger Klarissen- und Paulusorden den Ort erwarben, die den Besitz bis zum Ende des 18. Jahrhunderts beibehielten. Obwohl der Gemeinde 1673 das Recht genommen wurde, wöchentlich Märkte zu veranstalten, wurde sie 1699 wieder zum Marktflecken.
Bis 1918/1919 gehörte der Ort im Komitat Pressburg zum Königreich Ungarn, danach kam er zur neu entstandenen Tschechoslowakei. 1938–1945 war er auf Grund des Ersten Wiener Schiedsspruchs noch einmal Teil Ungarns.
Im Ortsteil Rastice steht die Heilig-Kreuz-Kirche im historisierenden Baustil aus dem Jahr 1886, die eine ältere spätgotische aus dem 15. Jahrhundert ersetzte, sowie ein Landsitz im klassizistischen Stil aus dem 19. Jahrhundert.

## Bevölkerung
| Jahr                | 1994 | 2004     | 2014    | 2024    |
| ------------------- | ---- | -------- | ------- | ------- |
| Anzahl der Personen | 3164 | 3604     | 3584    | 3542    |
| Unterschied         |      | +13,90 % | −0,55 % | −1,17 % |

| Jahr                | 2023 | 2024    |
| ------------------- | ---- | ------- |
| Anzahl der Personen | 3570 | 3542    |
| Unterschied         |      | −0,78 % |

Nach der Volkszählung 2011 wohnten in Zlaté Klasy 3571 Einwohner, davon 1563 Magyaren, 1242 Slowaken, 649 Roma, neun Tschechen, zwei Deutsche und jeweils ein Jude und Serbe; zwei Einwohner gehörten einer anderen Ethnie an. 102 Einwohner machten keine Angabe. 3259 Einwohner bekannten sich zur römisch-katholischen Kirche, 17 Einwohner zu den Zeugen Jehovas, 15 Einwohner zur kongregationalistischen Kirche, zehn Einwohner zur reformierten Kirche, fünf Einwohner zur altkatholischen Kirche, vier Einwohner zur evangelischen Kirche A. B., zwei Einwohner zur griechisch-katholischen Kirche und jeweils ein Einwohner zur jüdischen Gemeinde sowie zur orthodoxen Kirche; zwei Einwohner bekannten sich zu einer anderen Konfession. 76 Einwohner waren konfessionslos und bei 179 Einwohnern wurde die Konfession nicht ermittelt.